# Бівер (Північна Кароліна)
Бівер (англ. Belvoir) — переписна місцевість (CDP) в США, в окрузі Пітт штату Північна Кароліна. Населення — 315 осіб (2020).

## Географія
Бівер розташований за координатами 35°42′40″ пн. ш. 77°28′12″ зх. д. / 35.71111° пн. ш. 77.47000° зх. д. (35.711075, -77.469931).  За даними Бюро перепису населення США в 2010 році переписна місцевість мала площу 5,12 км², уся площа — суходіл.

## Демографія
Згідно з переписом 2010 року, у переписній місцевості мешкало 307 осіб у 115 домогосподарствах у складі 87 родин. Густота населення становила 60 осіб/км².  Було 127 помешкань (25/км²).
Расовий склад населення:
| - 59,9 % — білих - 35,5 % — чорних або афроамериканців - 1,0 % — корінних американців - 1,6 % — осіб інших рас |

До двох чи більше рас належало 2,0 %. Частка іспаномовних становила 3,9 % від усіх жителів.
За віковим діапазоном населення розподілялося таким чином: 23,1 % — особи молодші 18 років, 65,5 % — особи у віці 18—64 років, 11,4 % — особи у віці 65 років та старші. Медіана віку мешканця становила 37,1 року. На 100 осіб жіночої статі у переписній місцевості припадало 83,8 чоловіків;  на 100 жінок у віці від 18 років та старших — 85,8 чоловіків також старших 18 років.
Середній дохід на одне домашнє господарство  становив 44 053 долари США (медіана — 34 900), а середній дохід на одну сім'ю — 53 932 долари (медіана — 43 156). За межею бідності перебувало 25,9 % осіб, у тому числі 38,9 % дітей у віці до 18 років та 0,0 % осіб у віці 65 років та старших.
Цивільне працевлаштоване населення становило 102 особи. Основні галузі зайнятості: будівництво — 45,1 %, виробництво — 39,2 %, публічна адміністрація — 15,7 %.